# يو إف سي 108
يو إف سي 108: إيفانز ضد سيلفا (بالإنجليزية: UFC 108: Evans vs. Silva)‏ هو حدث لفنون القتال المختلطة نظمته يو إف سي، أُقيم في 2 يناير 2010، على إم جي إم جراند جاردن أرينا في لاس فيغاس، نيفادا، الولايات المتحدة.